# 蒙古入侵安納托利亞
蒙古入侵安納托利亞為1241年 - 1243年間蒙古帝国與位於安那托利亞的魯姆蘇丹國（塞尔柱帝国的延續政權）之間發生的一連串戰役，以卡林城的淪陷為開端，並最終於克塞山戰役中達到高峰，蒙古人在這場關鍵性戰役中大獲全勝後，塞爾柱人在1243年宣布臣服於蒙古帝國，直到1335年伊兒汗國的瓦解之前，蒙古人實質統治著安納托利亞地區。由於塞爾柱的蘇丹在1255年間多次發起叛亂，伊兒汗國為此數度派遣大軍橫掃安納托利亞中部與東部，並派出部隊於安卡拉一帶駐紮，以穩固當地的局勢。帖木兒在1402年間遠征奥斯曼帝国的安卡拉之战，有時也被認為是蒙古人最後一次對安納托利亞地區的干涉。現今的土耳其仍可以見到蒙古統治時期的遺跡，其中包括當時蒙古駐安納托利亞的總督與旭烈兀兒子的陵墓。
14世紀末時，由於塞爾柱王朝的魯姆蘇丹國逐漸分崩離析，導致許多土庫曼人的地方割據勢力逐步脫離魯姆蘇丹國的控制，土庫曼的首領們紛紛成立了許多安纳托利亚侯国，這些新建立的安納托利亞侯國大多仍臣屬於蒙古人的勢力之下。由於伊兒汗國名義上仍是這些新建立土庫曼侯國的宗主國，為此土庫曼的首領們並未以自己的名字來鑄造錢幣（在伊斯兰文化中，將姓名刻於硬幣上，是君王才擁有的特權）。因此當鄂圖曼帝國的奠基者鄂圖曼一世於1320年將自己的名字鑄刻在錢幣上時，這項舉動也意味著鄂圖曼帝國是一個獨立的主權國家，而非臣服於蒙古大汗的屬國。

## 早期關係

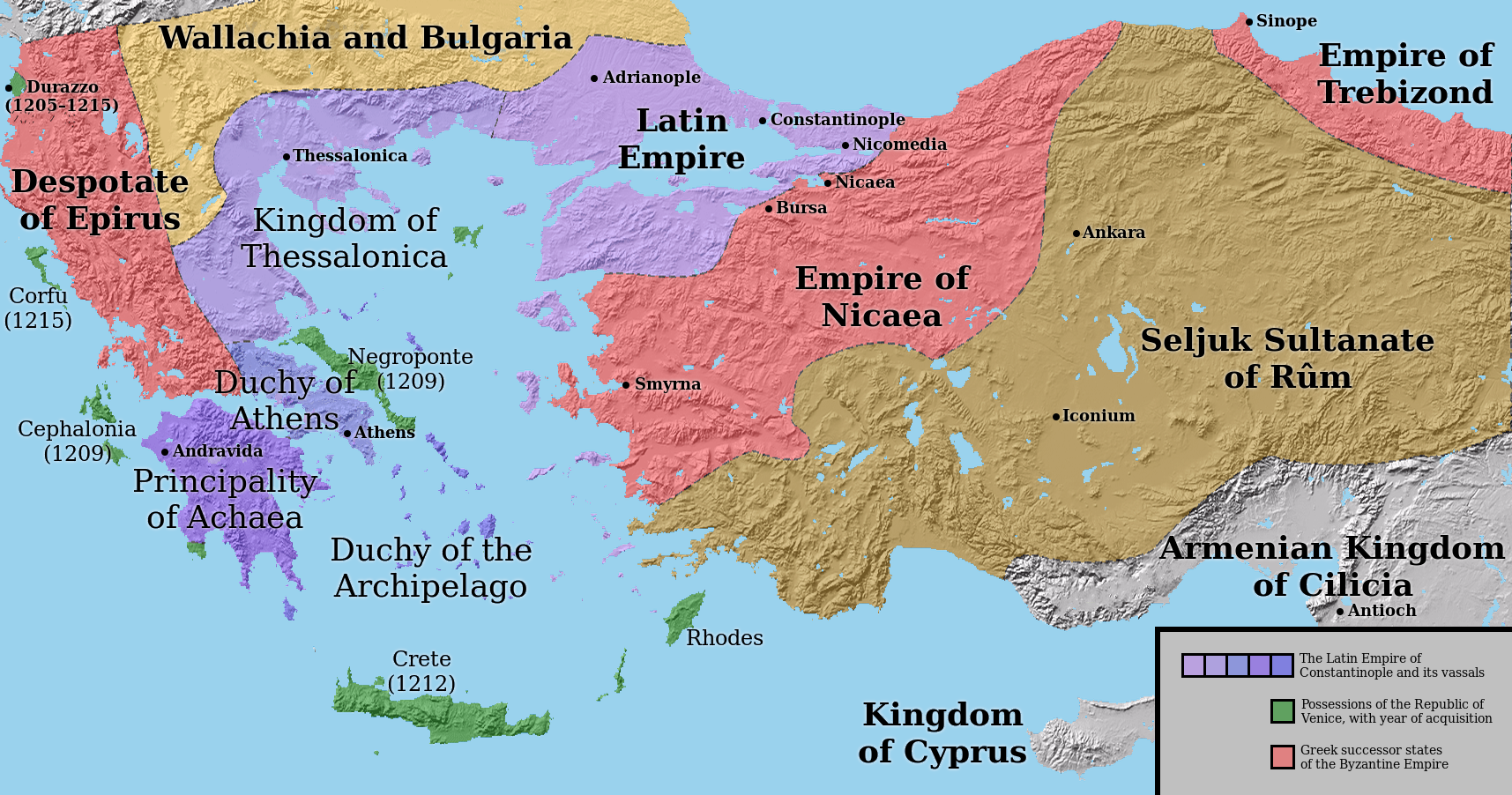
蒙古西征前的地圖，原屬拜占庭帝国的領土分裂為拉丁帝国、尼西亚帝国、伊庇魯斯專制國與特拉比松帝国等政權。

12世紀時，拜占庭帝国重新掌握了安納托利亞西北部地區的控制權。不過當西方諸國於1204年發動第四次十字军东征時，十字軍的軍隊卻未前往埃及與穆斯林交戰，反而趁機攻佔並洗劫了君士坦丁堡，許多拜占庭人為此被迫逃離首都，並流亡至他處建立起三個拜占庭的延續政權，分別是：尼西亚帝国、伊庇魯斯專制國與特拉比松帝国，其中特拉比松帝國是由阿歷克塞一世於君士坦丁堡淪陷前數週所建立的新國家。這三個拜占庭的繼承國中，特拉比松帝國與尼西亞帝國的疆界較為鄰近當時的新興強權蒙古帝国。在接下來的日子裡，由於拜占庭帝國中央政權的消失，使安納托利亞地區抵抗塞爾柱人的力量被大幅削弱，進而讓魯姆蘇丹國得以不斷吞併原屬於拜占廷人的土地，拜占庭所控制的領土日漸縮減。
當蒙古帝國於1230年征服波斯的花剌子模王朝後，綽兒馬罕奉派成為鎮守波斯地區的軍事總督。此時魯姆蘇丹國的蘇丹凱庫巴德一世與其後的繼任者凱霍斯魯二世皆向蒙古的窝阔台可汗致敬並宣誓效忠，此外也進貢了不少的貢品給蒙古人，因此在窩闊台汗的統治期間塞爾柱人與蒙古帝國間維持著一定的和睦關係。然而，蒙古人仍在1238年襲擊了魯姆蘇丹國的附庸巴格拉提德亞美尼亞王國的國土。
隨著窩闊台汗於1241年間去世，凱霍斯魯二世認為自己擁有足夠的力量可以抵抗蒙古人，決定藉此機會拒絕履行他的誓言。因此當接任綽兒馬罕總督之位的蒙古統帥拜住傳喚他前去續簽兩國的盟約，並要求凱霍斯魯二世親自前往蒙古覲見大汗、交出人質以及接受蒙古人派出的达鲁花赤官員時，蘇丹凱霍斯魯二世悍然拒絕，拜住隨即對魯姆蘇丹國宣戰，塞爾柱人則入侵了當時蒙古帝國轄下的喬治亞王國作為報復。

## 卡林的陷落
1241年，拜住決定派遣軍隊襲擊卡林（Karin）來懲罰凱霍斯魯二世背盟的舉動。在對這座城市發動攻擊之前，拜住派出使者要求當地的人民投降，但卡林的居民卻決定抵抗到底，並羞辱了拜住派出的蒙古特使。自從卡林決定反抗以及蔑視蒙古人後，蒙古大軍立即將這座城市團團包圍。不到兩個月的時間，蒙古人便攻下了卡林，當地居民旋即遭到嚴厲的懲罰。不過在占領卡林後，拜住認為位於安納托利亞的塞爾柱王朝仍擁有不少的軍事力量，因此決定暫時退回到穆甘平原休整軍隊。

## 埃爾祖魯姆戰役
1243年，拜住在喬治亞王國與亞美尼亞王國盟軍的幫助下，率領大軍推進到埃尔祖鲁姆，在當地官員雅庫特（Yakut）拒絕投降後，蒙古聯軍便展開了攻城戰，在12座威力強大投石機的幫助下，拜住的軍隊衝破城牆並攻克埃爾祖魯姆。當有關埃爾祖魯姆失守的消息傳到蘇丹凱霍斯魯二世的宮廷後，凱霍斯魯立即在首都科尼亞召集他的軍隊。凱霍斯魯同時派遣使者送信給拜住表示接受蒙古軍隊的挑戰，並正式對蒙古人宣戰，凱霍斯魯更藐視拜住，聲稱拜住的軍隊僅僅是佔據了他王國內眾多城市的其中一座罷了。

## 克塞山戰役

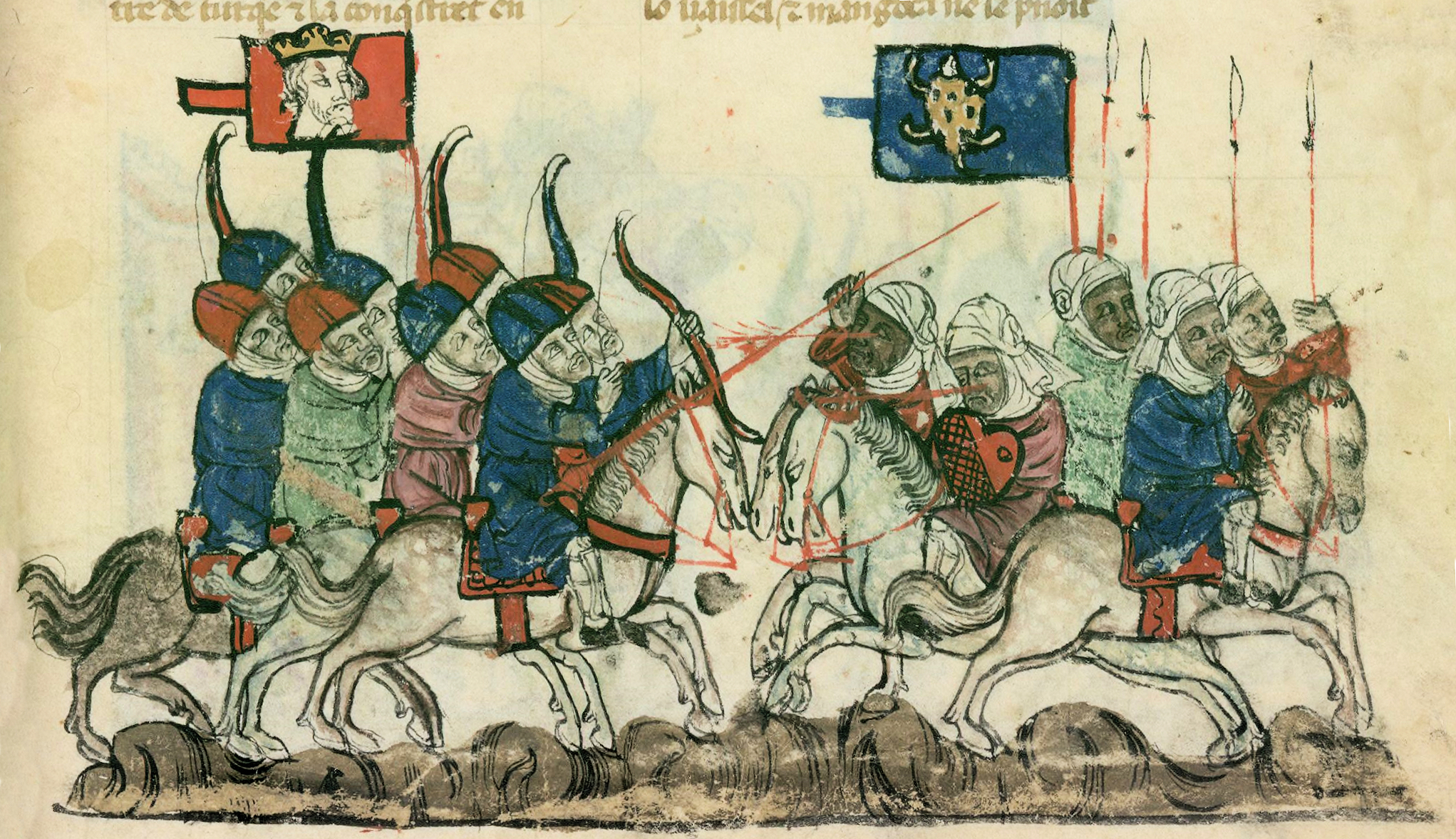
蒙古軍隊在克塞山戰役中追擊塞爾柱人。

塞爾柱蘇丹與周圍所有的安納托利亞國家結成同盟，以便共同抵抗蒙古大軍。奇里乞亚亚美尼亚王国的國王海屯一世雖然答應凱霍斯魯二世派遣一支部隊支援，然而海屯一世私下已在考慮與蒙古人結盟的可行性，因此亞美尼亞人實際上並未真正派軍參與這次對抗蒙古人的戰役。不過凱霍斯魯確實得到來自阿勒颇由阿尤布王朝派出的騎兵以及特拉比松帝國軍隊的支援，法蘭克人雇傭兵也受雇參與這次的軍事行動。由於可靠歷史文獻的匱乏，因此現今很難確知雙方部隊的參戰人數。但可以確定的是塞爾柱人的聯軍規模確實比蒙古軍隊來的更加龐大。
凱霍斯魯二世在聯軍匯合後，隨即從首都科尼亞長途跋涉約200英里抵達克塞山一帶。1243年6月，由拜住所率領的蒙古軍隊也進軍到此地，並列陣等待塞爾柱人與其盟軍發起攻勢。克塞山戰役的早期階段戰事陷入膠著狀態，不過蘇丹凱霍斯魯的部隊仍遭受到較多的傷亡，凱霍斯魯二世為此決定在夜晚撤離戰場，失去領導者的塞爾柱聯軍隨即遭到蒙古人擊潰。拜住在獲勝後，繼續率軍往西追捕已逃走的凱霍斯魯，並沿途攻下埃尔津詹、迪夫里伊與錫瓦斯等城鎮。
蒙古軍隊在錫瓦斯附近建立起據點，隨後進軍到開塞利，開塞利的居民選擇抵抗蒙古人的大軍。經過短暫的交戰之後，開塞利依舊落入了蒙古人的手中。在聽聞凱霍斯魯二世於克塞山戰役戰敗的消息後，奇里乞亞亞美尼亞王國的海屯一世迅速於1243年宣誓效忠蒙古帝國，並在1247年派遣他的兄弟森帕德前往哈拉和林與蒙古大汗贵由商議結盟等事宜。

## 安納托利亞的和平

1265年蒙古帝国統治的安納托利亞疆域

在意識到繼續抵抗只會產生更悲慘的結果之後，凱霍斯魯二世派出由他的維齊爾所率領的使節團前去與拜住談判。根據雙方所重新簽定的條款，蘇丹承諾每年向蒙古人進貢黃金、絲綢、駱駝和數量不等的綿羊來換取和平。但魯姆蘇丹國仍有將近半數的土地慘遭蒙古軍隊佔領，凱霍斯魯僅能控制所剩一半的國土。由於特拉比松帝國在克塞山戰役中亦有派出軍隊支援，特拉比松的國王為此擔憂會遭到蒙古軍隊的報復，因此決定向伊兒汗國臣服成為蒙古人的附庸。
尼西亞帝國的約翰三世已開始著手應付即將到來的蒙古人威脅，同時派遣使節前往蒙古會見蒙哥來爭取準備的時間，不過幸運的是蒙古人並未打算繼續向西進軍。約翰三世的繼任者米海尔八世則順利的從拉丁帝國手中收復君士坦丁堡，並安排女兒瑪麗亞嫁給伊兒汗國的可汗阿八哈來穩固雙方的聯盟關係。